# Acanthochondria platycephali
Acanthochondria platycephali – gatunek widłonoga z rodziny Chondracanthidae. Nazwa naukowa tego gatunku skorupiaków została opublikowana w 1940 roku przez duńskiego zoologa Poula Heegaarda.